# April 1999
Portal Geschichte | Portal Biografien | Aktuelle Ereignisse | Jahreskalender | Tagesartikel

◄ |
19. Jahrhundert |
20. Jahrhundert
| 21. Jahrhundert

◄ |
1960er |
1970er |
1980er |
1990er
| 2000er | 2010er | 2020er | ►

◄ |
1995 |
1996 |
1997 |
1998 |
1999
| 2000 | 2001 | 2002 | 2003 | ►

◄ |
Januar 1999 |
Februar 1999 |
März 1999 |
April 1999 |
Mai 1999 |
Juni 1999 |
Juli 1999 |
►
Dieser Artikel behandelt tagesbezogene Nachrichten und Ereignisse im April 1999.

## Tagesgeschehen

### Donnerstag, 1. April 1999
- Athen/Griechenland: Auf die Zentrale der griechischen Regierungspartei PASOK wird ein Raketenangriff verübt, zu dem sich die Terrororganisation 17. November bekennt.
- Belgrad/Jugoslawien: Der kosovarische Präsident Ibrahim Rugova und Jugoslawiens Präsident Slobodan Milošević treffen sich in Belgrad zu Verhandlungen. Derweil fliegt die NATO im Kosovokrieg die ersten Luftangriffe nördlich des 44. Breitengrades.
- Berlin/Deutschland: In Deutschland tritt die Einführung der Ökosteuer in Kraft.
- Bernau bei Berlin/Deutschland: Die Stadt Bernau erweitert ihren Namen offiziell um den Zusatz bei Berlin.
- Düsseldorf/Deutschland: Die Energiekonzerne VEBA und RWE verkaufen die Telefonsparte Otelo an Mannesmann.

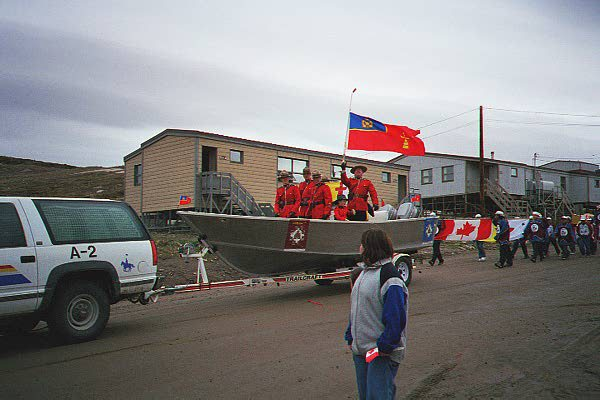
Szene in Nunavuts Hauptstadt Iqaluit

- Iqaluit/Kanada: Das Gebiet Nunavut (deutsch Unser Land) wird von den Nordwest-Territorien abgetrennt und tritt als selbstständige Einheit der Kanadischen Konföderation bei. Das dritte und jüngste kanadische Territorium umfasst 20,4 % der Staatsfläche und beherbergt weniger als 30.000 Einwohner.[1]
- London/Vereinigtes Königreich: Der Ölkonzern BP übernimmt nach Amoco auch Arco.
- Port Harcourt/Nigeria: Bei einem Schiffsunglück vor der nigerianischen Küste sterben zwischen 100 und 300 Menschen.[2]
- San Marino: Antonello Bacciocchi und Rosa Zafferani treten ihr halbjähriges Amt als Capitani Reggenti an.
- Zum ersten Mal erhält ein Hochdruckgebiet einen weiblichen Namen: Anneli.[3] Zwei Tage darauf wird mit Alex das erste Tiefdruckgebiet mit einem Männernamen bedacht.

### Freitag, 2. April 1999
- Belgrad/Jugoslawien: Der unabhängige Radiosender B92 wird auf Veranlassung der serbischen Regierung geschlossen.
- Moskau/Russland: Aserbaidschan, Georgien und  Usbekistan treten aus dem GUS-Sicherheitspakt aus.

### Samstag, 3. April 1999
- Belgrad/Jugoslawien: Zum ersten Mal fliegt die NATO Luftangriffe auf die Innenstadt Belgrads. Dabei werden das jugoslawische und das serbische Innenministerium angegriffen. Die Regierung Mazedoniens ordnet eine Teilmobilmachung an.

### Sonntag, 4. April 1999
- Bischkek/Kirgisistan: Der kirgisische Ministerpräsident Jumabek Ibraimow stirbt.
- Valletta/Malta: Guido de Marco wird als Präsident Maltas vereidigt.

### Montag, 5. April 1999
- Bremen/Deutschland: Der gewählte Intendant von Radio Bremen Michael Schmid-Ospach tritt aus Gesundheitsgründen zurück.
- Niederlande: Die beiden mutmaßlichen Attentäter des Lockerbie-Anschlags werden an einem neutralen Ort in den Niederlanden der schottischen Polizei übergeben.
- Spangdahlem/Deutschland: Vom Stützpunkt Spangdahlem aus starten die ersten NATO-Kampfflugzeuge auf deutschem Boden in Richtung Serbien.

### Dienstag, 6. April 1999
- Belgrad/Jugoslawien: Jugoslawien kündigt eine einseitige Waffenruhe an.
- Berlin/Deutschland: Nachdem die Berichte eine Unterschrift als Inoffizielle Mitarbeiterin des DDR-Ministeriums für Staatssicherheit von 1976 bis 1980 aufgedeckt haben, tritt Gisela Oechelhaeuser als Intendantin der Berliner Distel zurück.[4]
- Bonn/Deutschland: Verteidigungsminister Rudolf Scharping berichtet vom Hufeisenplan der Serben.
- Liquiçá/Osttimor: Pro-indonesische Milizen begehen im Vorfeld des Unabhängigkeitsreferendums das Kirchenmassaker von Liquiçá, bei dem sie bis zu 200 Zivilisten ermorden.
- Schweden, Vereinigtes Königreich: Die Pharmakonzerne Astra AB aus Schweden, an der die Wallenberg-Dynastie gut 20 % hält, und Zeneca Group PLC aus Großbritannien fusionieren unter dem neuen Namen AstraZeneca zu einem der größten Pharmakonzerne der Welt.

### Mittwoch, 7. April 1999

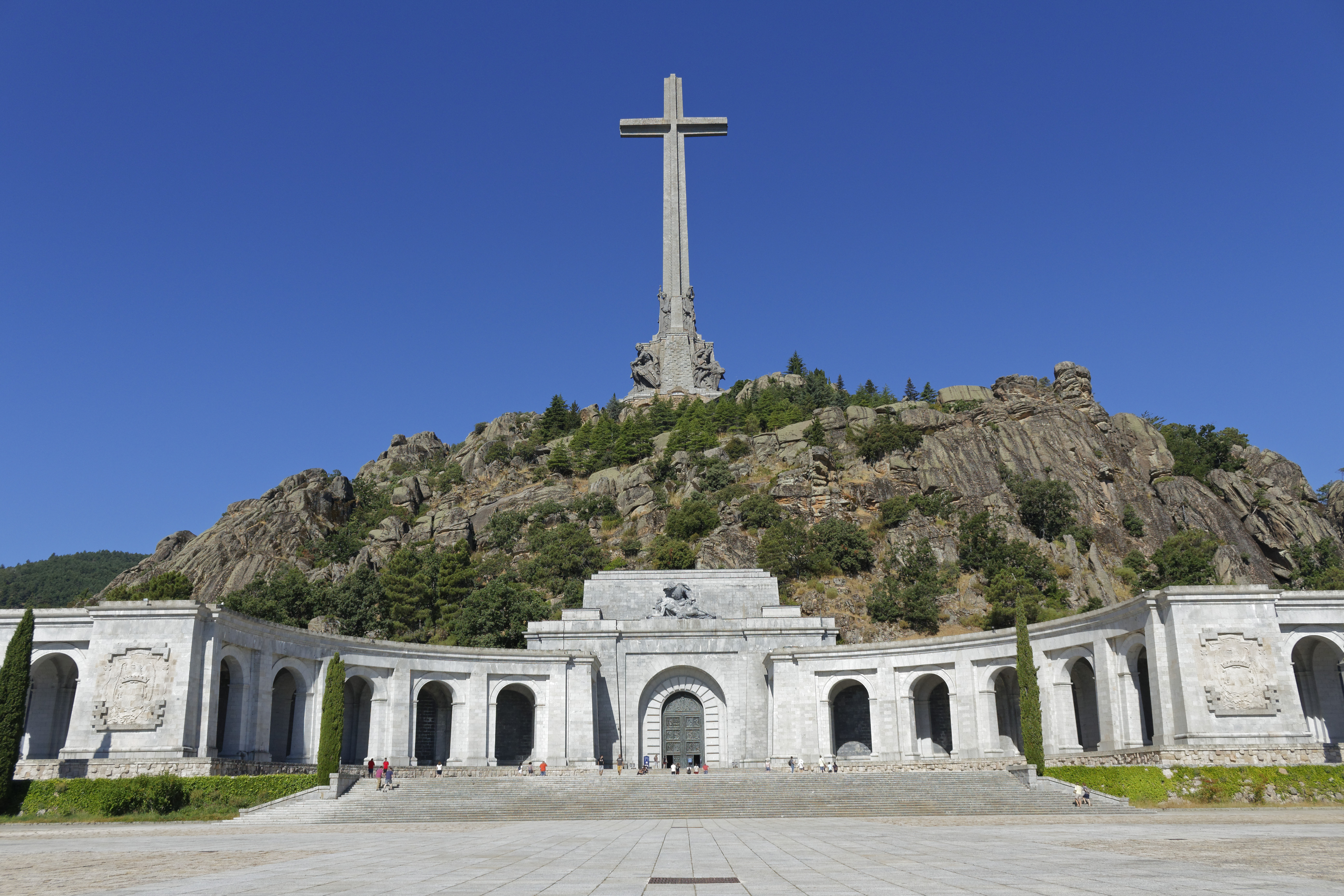
Valle de los Caídos

- El Escorial/Spanien: Zwischen den Gräbern des ehemaligen Diktators Francisco Franco und des Faschisten José Antonio Primo de Rivera am Valle de los Caídos explodiert eine Bombe der Gruppen des antifaschistischen Widerstands des 1. Oktober.[5]
- Wiesbaden/Deutschland: Der Hessische Landtag wählt Roland Koch (CDU) zum neuen Ministerpräsidenten des Landes. Er führt eine Koalition aus CDU und FDP an.[6]
- Salzburg/Österreich: Peter Handke tritt aus Sympathie für den jugoslawischen Präsidenten Slobodan Milošević aus der römisch-katholischen Kirche aus und zur serbisch-orthodoxen Kirche über.[7][8] Zudem gibt er seinen 1973 erhaltenen Georg-Büchner-Preis zurück.
- Die ersten Flüchtlinge aus dem Kosovo treffen in Deutschland ein.[9] Jugoslawien schließt derweil die Grenzen zu Albanien und Mazedonien.

### Donnerstag, 8. April 1999
- Hamburg/Deutschland: Die Hamburgische Bürgerschaft beschließt, dass sich homosexuelle Paare amtlich eintragen lassen können, die sogenannte Hamburger Ehe. Die ersten Eintragungen finden am 6. Mai 1999 statt.
- Klagenfurt/Österreich: Jörg Haider (FPÖ) wird zum Kärntener Landeshauptmann gewählt.

### Freitag, 9. April 1999
- Niamey/Niger: Ibrahim Baré Maïnassara, Präsident des Niger, wird während eines von Daouda Malam Wanké angeführten Putsches getötet.

### Samstag, 10. April 1999
- Albanien: Ballistische Raketen der Streitkräfte Jugoslawiens treffen das Land.
- Grosny/Russland: Der tschetschenische Präsident Aslan Maschadow überlebt einen Anschlag.
- Teheran/Iran: Der stellvertretende iranische Generalstabschef Ali Schirasi fällt einem Mordanschlag zum Opfer.[10]
- Türkei: 114 türkische Intellektuelle werden zu jeweils einem Jahr Haft verurteilt, weil sie 1993 eine friedliche Lösung des Kurdenkonflikts gefordert hatten.[11]

### Sonntag, 11. April 1999
- Bonn/Deutschland: Die Bundesgartenschau 2009 wird nach Schwerin vergeben.[12]
- Niamey/Niger: Zwei Tage nach dem Mord am nigrischen Präsidenten Ibrahim Baré Maïnassara wird das Parlament aufgelöst.

### Montag, 12. April 1999

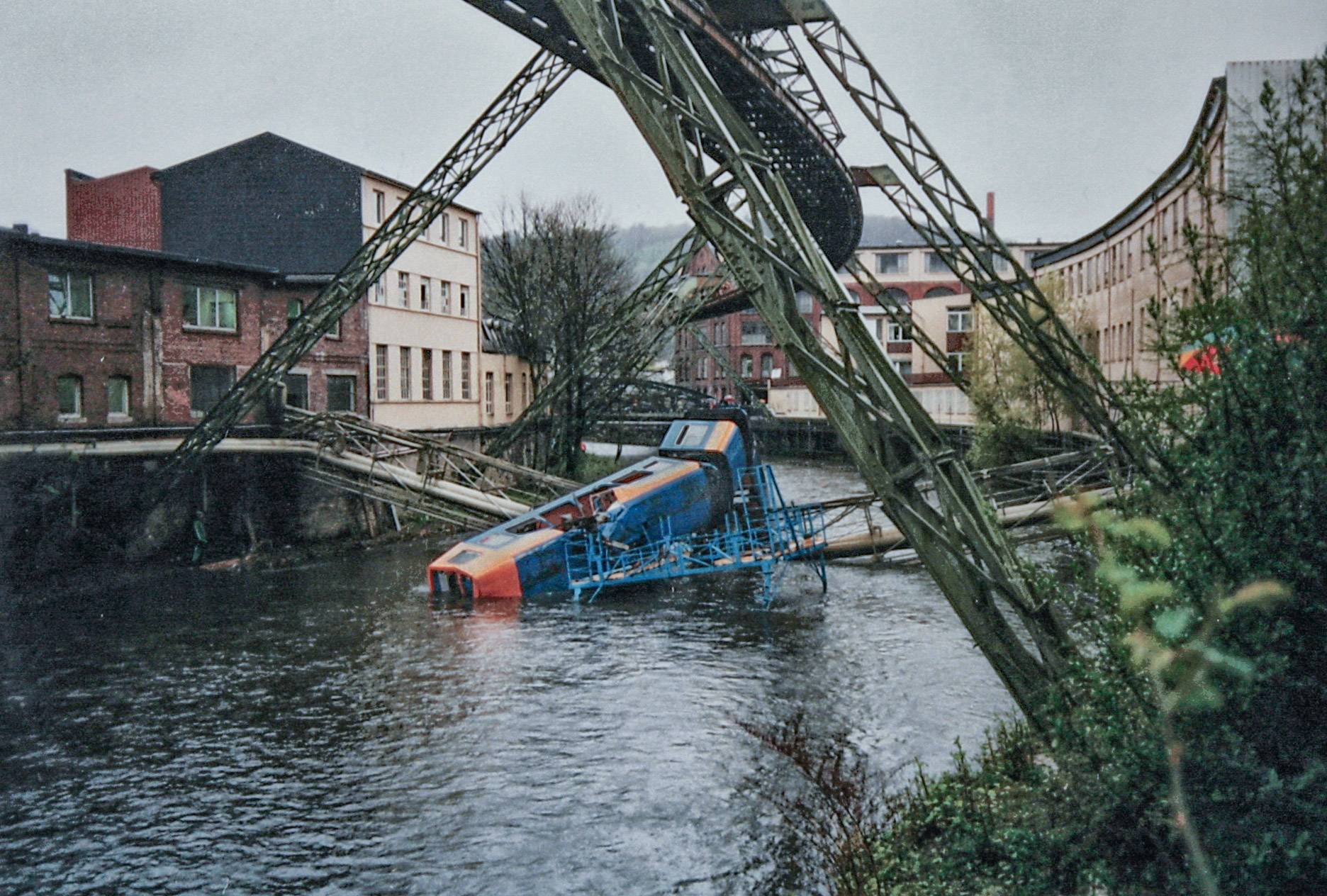
Schwebebahnunfall

- Belgrad/Jugoslawien: Das jugoslawisches Parlament stimmt für den Beitritt zur Russisch-Belarussischen Union.
- Bogotá/Kolumbien: Rebellen der Organisation ELN entführen ein Flugzeug mit 46 Insassen, die monatelang gefangengehalten werden.[13][14]
- Bonn/Deutschland: Die Delegierten des Parteitags der SPD wählen Bundeskanzler Gerhard Schröder zum neuen Vorsitzenden ihrer Partei. Schröder führte das Amt seit März, auf Bitten des SPD-Präsidiums, ohne Legitimation durch die Parteibasis aus.[15]
- Cape Canaveral/Vereinigte Staaten: Der Kommunikationssatellit Eutelsat W6 startet an Bord einer Atlas-Trägerrakete ins Weltall.
- Grdelica/Jugoslawien: Ein zweifacher militärischer Angriff seitens der NATO auf die Morava-Brücke während des Kosovokrieges trifft den Schnellzug D 393. 14 Tote und 16 Verletzte sind die Folge.[16]
- Little Rock/Vereinigte Staaten: Ein Gericht in Little Rock verurteilt US-Präsident Bill Clinton wegen Missachtung eines Zivilgerichts zur Zahlung der Anwaltskosten seiner ehemaligen Angestellten Paula Jones.[17]
- München/Bayern: Der ehemalige bayerische CSU-Landtagsabgeordneter Hans Wallner verprügelt während seines Prozesses wegen der Nutzung seines Landtagstelefons für Telefonsex einen Journalisten der tz.[18]
- New York/Vereinigte Staaten: Der Zauberkünstler David Blaine verlässt den gläsernen Sarg, in dem er sich am 5. April in einer Grube versenken ließ, die vor einem Bürogebäude des Unternehmers Donald Trump ausgehoben worden war. In diesem „Grab“ verbrachte Blaine sieben Tage ohne offensichtliche Zufuhr von Luft oder Lebensmitteln.[19]
- Wuppertal/Deutschland: In der Nähe des Robert-Daum-Platzes im Wuppertaler Stadtteil Elberfeld ereignet sich der schwerste Unfall der Wuppertaler Schwebebahn. Er fordert fünf Tote und 47 Verletzte.[20]

### Dienstag, 13. April 1999
- Assam/Indien: Der Orang Park wird von einer Schutzzone zum Nationalpark aufgewertet.
- Moskau/Russland: Die Universität Moskau verleiht Rudolf Augstein die Ehrendoktorwürde.
- München/Deutschland: Laut dem Obersten Landesgericht muss der Prozess gegen Konstantin Wecker wegen Drogenkonsums neu aufgerollt werden.[21]

### Mittwoch, 14. April 1999
- Brüssel/Belgien: Die EU trifft sich zu einem Sondergipfel zum Kosovokrieg.
- Jakarta/Indonesien: Der ehemalige stellvertretende Ministerpräsident Anwar Ibrahim wird zu einer Haftstrafe von sechs Jahren verurteilt.

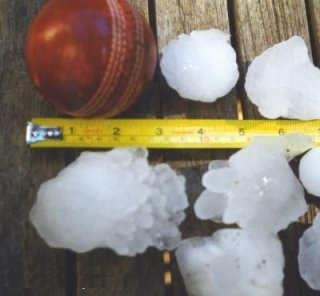
Hagel in Sydney

- Sydney/Australien: Die Stadt wird vom kostenintensivsten Hagelsturm seiner Geschichte getroffen. Hagelkörner mit bis zu 600 cm³ richten einen Schaden von mindestens 1,5 Milliarden Australischen Dollar an.[22]
- Tsuru/Japan: Die japanische Magnetschwebebahn JR-Maglev erreicht mit 552 km/h einen Geschwindigkeitsrekord für Schienenfahrzeuge.

### Donnerstag, 15. April 1999
- Algier/Algerien: Abd al-Aziz Bouteflika von der Nationalen Befreiungsfront wird mit 73,8 % der Stimmen zum neuen Staatspräsidenten gewählt. Mehrere Oppositionskandidaten gaben aus Protest gegen Wahlbetrug auf und sowohl offizielle als auch private Stellen sprechen von einer sehr geringen Wahlbeteiligung.[23][24]
- Israel: Der Chef der Partei Sephardische Tora-Wächter und ehemalige Innenminister Arje Deri wird in erster Instanz zu vier Jahren Freiheitsentziehung verurteilt.
- Helsinki/Finnland: Die rot-grüne Regierung unter Paavo Lipponen tritt ihr Amt an.
- Lahore/Pakistan: Die ehemalige pakistanische Ministerpräsidentin Benazir Bhutto und ihr Mann, der spätere Präsident Asif Zardari, werden zu jeweils fünf Jahren Haft verurteilt.

### Freitag, 16. April 1999
- Berlin/Deutschland: Als Nachfolgesendung des „Berichts aus Bonn“ sendet die ARD zum ersten Mal den „Bericht aus Berlin“ vom neuen Regierungssitz Berlin.
- Paris/Frankreich: Philippe Séguin tritt als Vorsitzender der gaullistischen Partei Rassemblement pour la République zurück.
- Podgorica/Montenegro: Die NATO fliegt im Kosovokrieg ihre ersten Luftangriffe auf den Landesteil Montenegro.
- Niamey/Niger: Aïchatou Mindaoudou wird zur ersten Außenministerin Nigers ernannt.

### Samstag, 17. April 1999
- London/Vereinigtes Königreich: Auf einem belebten Markt vor einem Supermarkt im Stadtteil Brixton explodiert die erste der drei von David Copeland abgelegten Nagelbomben und verletzt mindestens 48 Menschen.[25]
- Pima County/Vereinigte Staaten: Im Nationalobservatorium auf dem Kitt Peak wird im Rahmen des Deep Ecliptic Survey Projekts der Planetoid (38083) Rhadamanthus entdeckt.

### Sonntag, 18. April 1999

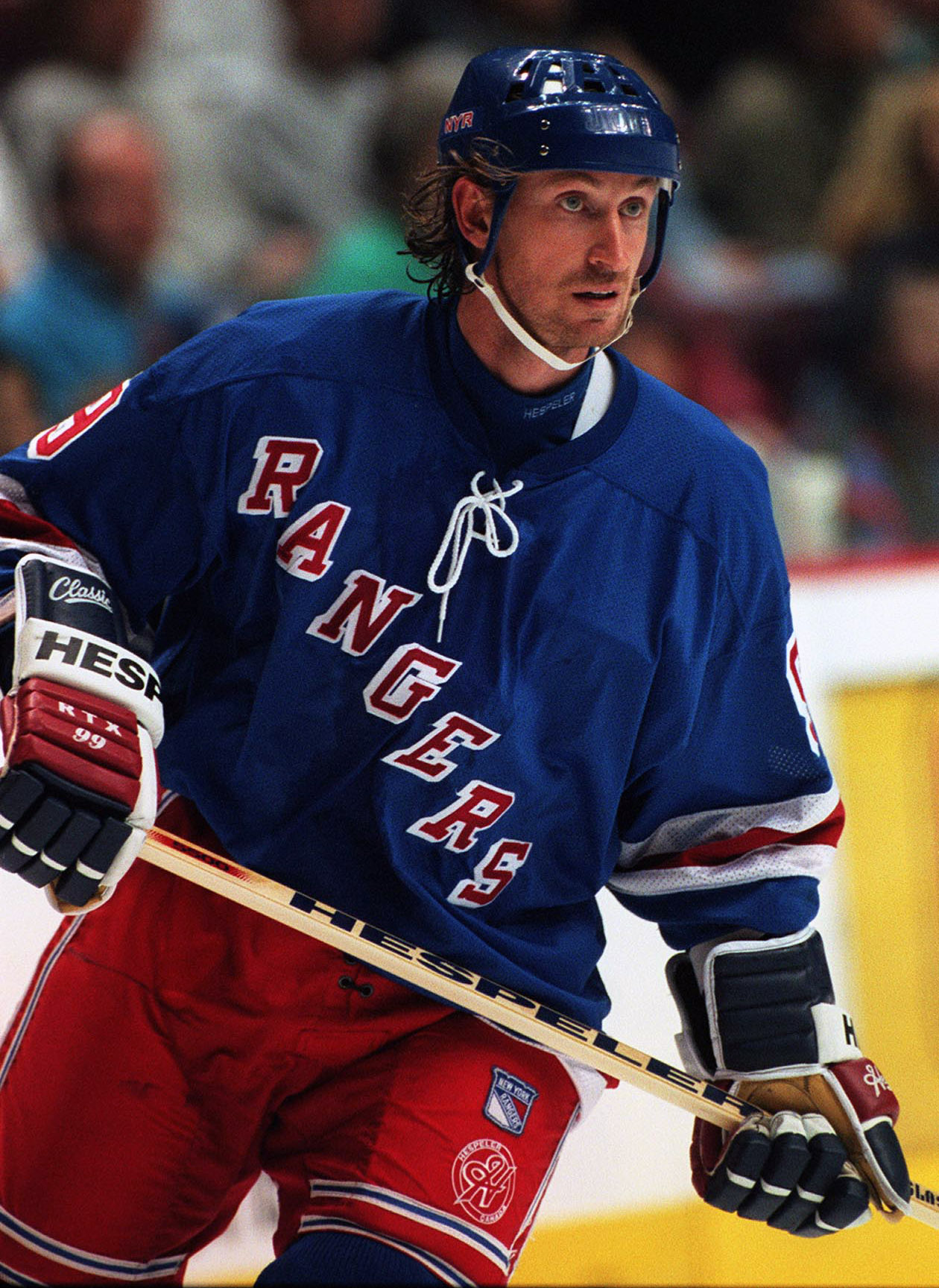
Wayne Gretzky

- Ankara/Türkei: Zum ersten Mal in der Geschichte finden Parlamentswahlen und Kommunalwahlen am selben Tag statt. Die beiden größten Sieger sind die Demokratik Sol Parti und die Milliyetçi Hareket Partisi, welche nicht zuletzt von der Festnahme der Führungsperson der Arbeiterpartei Kurdistans Abdullah Öcalan profitieren.
- Bern/Schweiz: Das Wahlvolk bestätigt in einer Abstimmung durch anteilig 59,2 % Ja-Stimmen die Überarbeitung der Bundesverfassung der Schweizerischen Eidgenossenschaft. Gemäß Verfassungsrecht tritt die neue Version in wenigen Monaten in Kraft.[26][27]
- Bern/Schweiz: Die neue Bundesverfassung erhebt die Halbkantone Appenzell Ausserrhoden, Appenzell Innerrhoden, Basel-Landschaft, Basel-Stadt, Nidwalden und Obwalden zu selbstständigen Kantonen. Um den Unterschied zu den klassischen Vollkantonen anzuzeigen, werden sie als „Kantone mit geteilter Standesstimme (im Ständerat)“ bezeichnet. Die Gesamtzahl der Kantone steigt von 23 auf 26.[28]
- New York/Vereinigte Staaten: Wayne Gretzky, von einem Großteil der Eishockeyfans und -experten als der beste Spieler aller Zeiten angesehen, bestreitet für die New York Rangers seine letzte Partie in der National Hockey League.[29]

### Montag, 19. April 1999

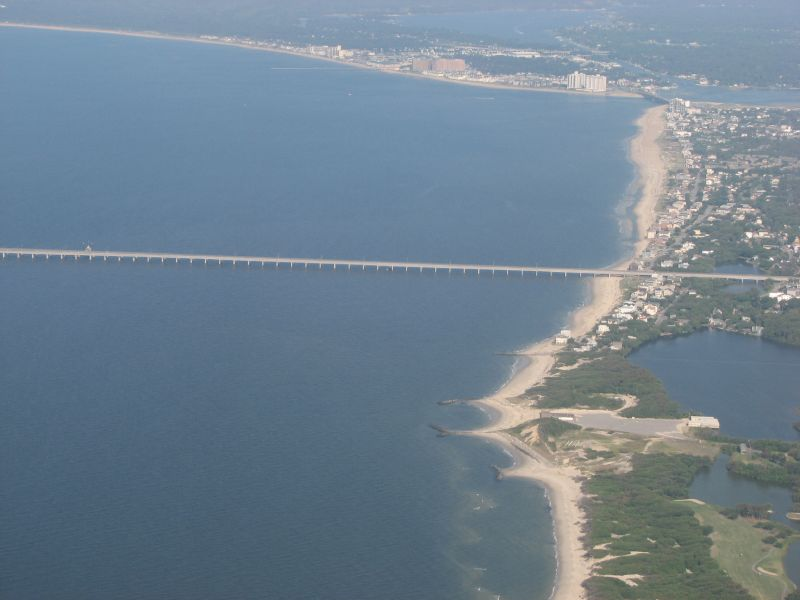
Südliche Chesapeake Bay mit Brücke

- Hampton Roads/Vereinigte Staaten: Die Erweiterung des 37 km langen Chesapeake-Bay-Bridge-Tunnels in Virginia ist abgeschlossen. Es ist das längste Brücken-Tunnel-Bauwerk Nordamerikas.[30]
- Vieques/Puerto Rico: Bei einer Übung der Luftstreitkräfte der Vereinigten Staaten verfehlen zwei 500-Pfund-Bomben ihre Ziele. Dies verursacht den Tod des Zivilisten David Sanes Rodriguez. Im gesamten Jahr 1998 warfen die US-Streitkräfte über der 135 km² großen Insel 23.000 Bomben ab.[31]

### Dienstag, 20. April 1999
- Littleton/Vereinigte Staaten: Die beiden Schüler Eric Harris und Dylan Klebold ermorden beim Amoklauf an der Columbine High School zwölf Schüler im Alter von 14 bis 18 Jahren und einen Lehrer.[32]

### Mittwoch, 21. April 1999
- München/Bayern: Der ehemalige bayerische CSU-Landtagsabgeordneter Hans Wallner verprügelt während seines Prozesses wegen der Nutzung seines Landtagstelefons für Telefonsex einen Journalisten der tz.

### Freitag, 23. April 1999

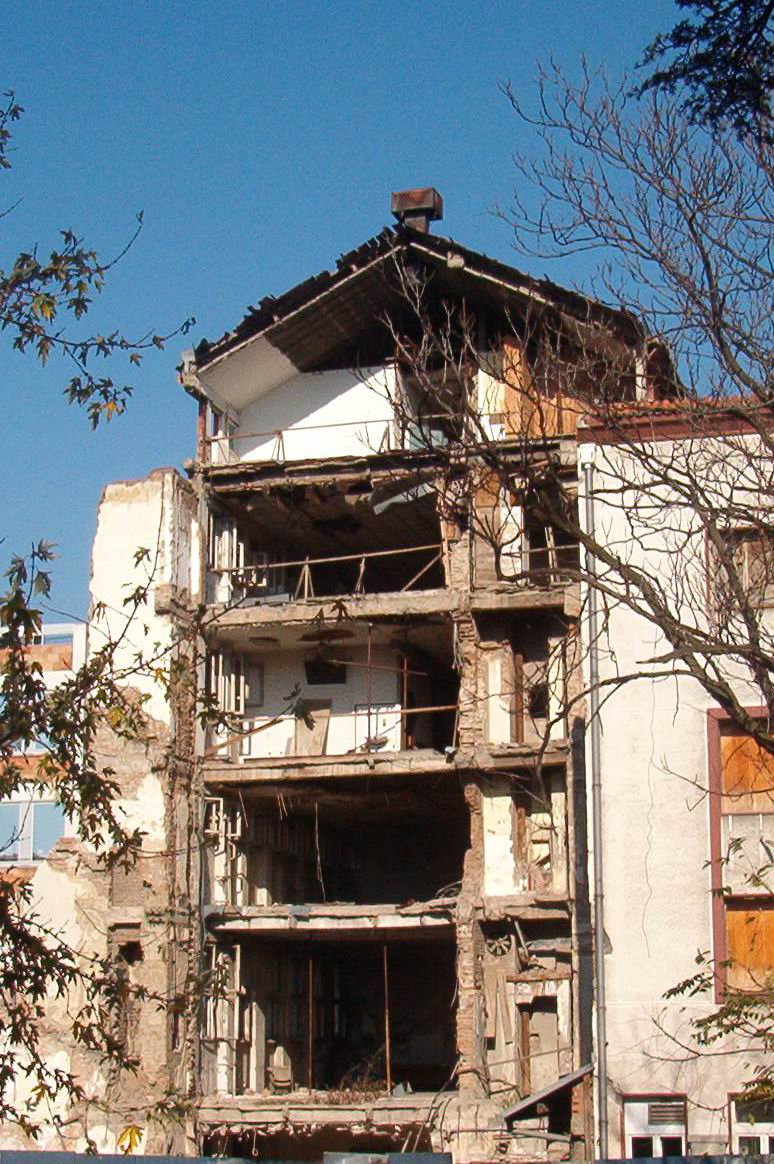
Ein zerstörtes Gebäude von Radio-Televizija Srbije

- Belgrad/Jugoslawien: Im Zuge des Kosovokrieges bombardiert die NATO das Hauptquartier des serbischen Staatsfernsehens Radio-Televizija Srbije. Dabei kommen mindestens 16 Menschen ums Leben.[33]
- Magdeburg/Deutschland: Die Bundesgartenschau 1999 im neu geschaffenen Elbauenpark wird eröffnet.[34]

### Samstag, 24. April 1999
- London/Vereinigtes Königreich: Die zweite der drei von David Copeland gelegten Bomben verletzt im Stadtteil London Borough of Tower Hamlets 13 Menschen.
- München/Deutschland: Die „arvato online services GmbH“, der Betreiber des webbasierten Kundenbindungsprogramm Webmiles, wird gegründet.
- Wien/Österreich: Als beste Schauspielerin wird bei der 10. Verleihung des Fernsehpreises Romy zum dritten Mal die Österreicherin Christiane Hörbiger ausgezeichnet. Die Wahl zum besten Schauspieler gewinnt ihr Landsmann Roland Düringer.[35]

### Sonntag, 25. April 1999
- Kuala Lumpur/Malaysia: Tuanku Jaafar beendet seine Tätigkeit als zehnter Yang di-Pertuan Agong (deutsch Wahlkönig) von Malaysia.

### Montag, 26. April 1999
- Rom/Italien: Rai News startet um sechs Uhr morgens den Sendebetrieb.

### Dienstag, 27. April 1999

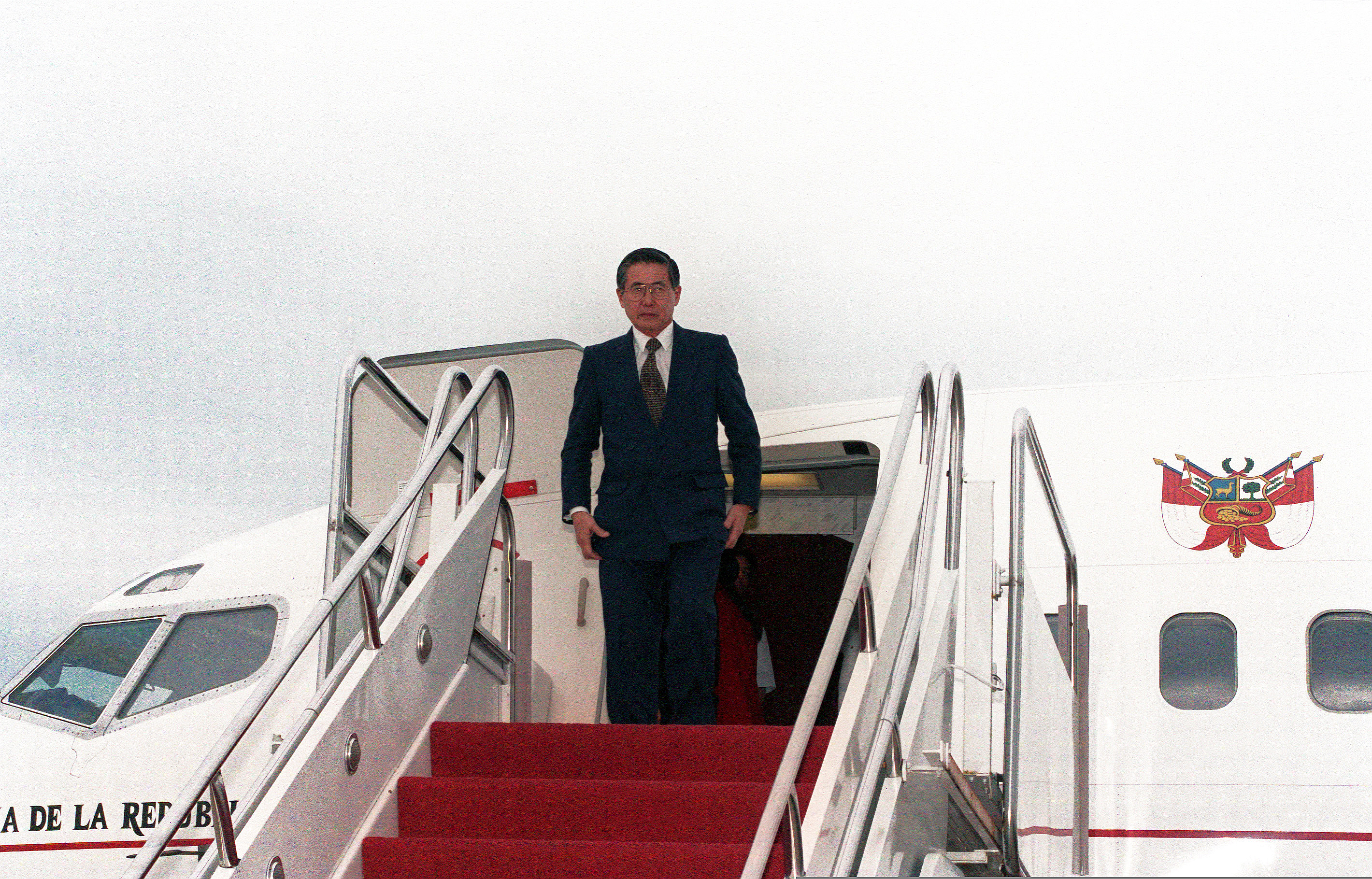
Alberto Fujimori

- Lima/Peru: Die Entscheidung des Präsidenten Alberto Fujimori, noch einmal für das höchste Staatsamt zu kandidieren, führt zu 24-stündigen landesweiten Streikaktionen und Protestkundgebungen.[36]
- Mannheim/Deutschland: Die Adler Mannheim werden in der Saison 98/99 zum vierten Mal Deutscher Eishockeymeister und schaffen nach 96/97 und 97/98 den Titel-Hattrick.
- Straßburg/Frankreich: Georgien tritt als 41. Mitgliedstaat dem Europarat bei.[37]

### Donnerstag, 29. April 1999

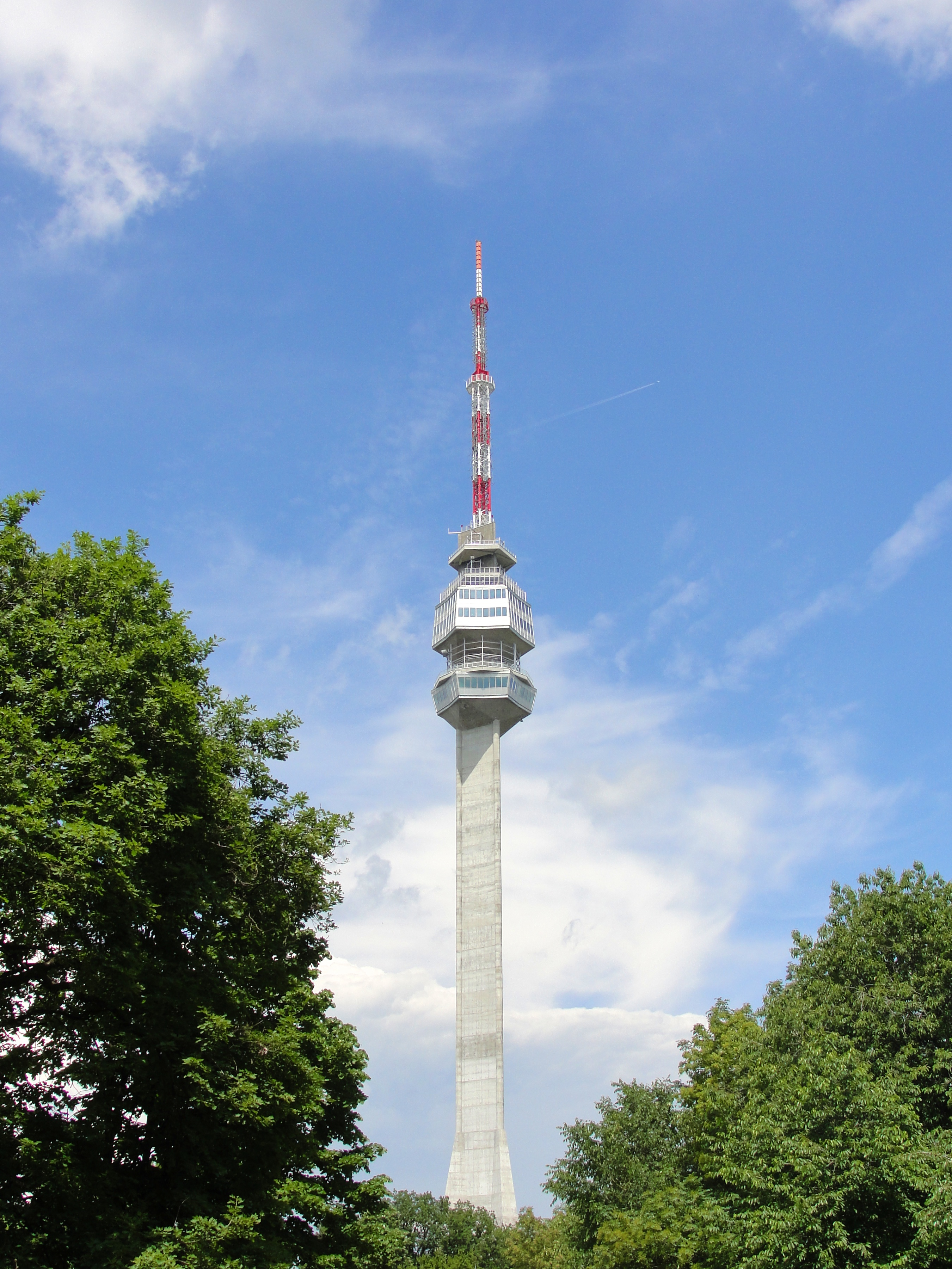
Fernsehturm von Belgrad

- Belgrad/Jugoslawien: Der vor rund 30 Jahren errichtete Fernsehturm Avala auf dem Berg Avala in der Hauptstadt Jugoslawiens wird bei Luftangriffen des Militärbündnisses NATO, das damit ein Ende des Kosovokriegs erzwingen will, zerstört.[38]

### Freitag, 30. April 1999
- Bonn/Deutschland: Der Ministerpräsident von Hessen Roland Koch (CDU) tritt sein Amt als Präsident des Bundesrates an. Er löst Hans Eichel ab, dessen hessische SPD nach der Landtagswahl am 7. Februar keine Regierungsmehrheit formen konnte.[39]
- London/Vereinigtes Königreich: Die dritte der von David Copeland gelegten Nagelbomben tötet im Stadtteil Soho drei Menschen und verletzt 79. Der Attentäter suchte absichtlich Menschen mit homosexueller Orientierung als Ziel aus.[40]
- Phnom Penh/Kambodscha: Das Land tritt dem Verband Südostasiatischer Nationen bei, der ursprünglich auch deshalb gegründet wurde, um als Freihandelszone ein Gegengewicht zu sozialistisch regierten Staaten wie Kambodscha oder Vietnam zu bilden.[41][42]

## Weblinks

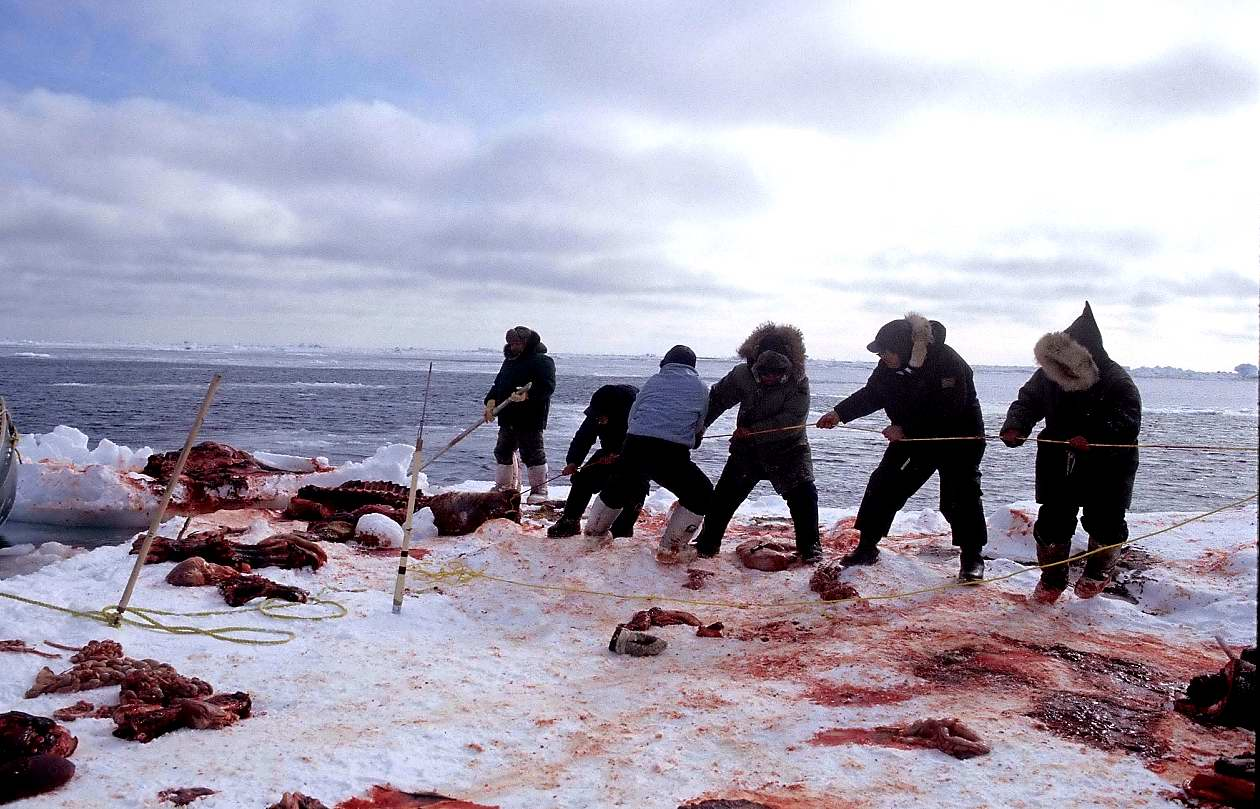
Kanada im April 1999